# Кеннедия крупнолистная
Кенне́дия крупноли́стная (лат. Kennedia macrophylla) — вид цветковых растений рода Кеннедия (Kennedia) семейства Бобовые (Fabaceae). Произрастает на западе Австралии. Редкий вид, в настоящее время находится в опасности. 
Растения этого вида также используются как декоративные растения.